# براد ويل
براد ويل (بالإنجليزية: Brad Will)‏ هو صحفي أمريكي، ولد في 14 يونيو 1970 في إيفانستون في الولايات المتحدة، وتوفي في 27 أكتوبر 2006 في أوخاكا في المكسيك.

## وصلات خارجية
- براد ويل على موقع إن إن دي بي (الإنجليزية)